# Stenocranius raddei
Stenocranius raddei — вид гризунів родини Cricetidae. Зустрічається в Росії та Монголії. Раніше він вважався підвидом Stenocranius gregalis. 

## Середовище
Вид зустрічається у степу. Знайдений на висотах між 530—1100 метрів над рівнем моря.

## Морфологічні особливості
Має довжину від голови до крупа 95–130 мм, хвіст 21–37 мм, вуха 6–12 мм і задні ноги 15–18 мм. Важить 24–54 грами. Забарвлення хутра голови і верхньої частини. світло-тьмяно-блідо-сіре; потилиця і передня частина спини ніколи не мають поздовжньої темної смуги; низ білувато-сірий; хвіст двоколірний, блідо-сірий зверху і білуватий знизу. Підошва стопи має шість підошовних подушечок.